# Liste des édifices labellisés « Architecture contemporaine remarquable » du Gard
 (janvier 2024).
Cet article recense les édifices labellisés « Architecture contemporaine remarquable » du Gard, en France.
Le label « Architecture contemporaine remarquable » remplace depuis 2016 l'ancien label « Patrimoine du XXe siècle ». Il ne prend en compte que des édifices de moins de 100 ans à la date de labellisation, et qui ne sont pas protégés comme monuments historiques.
Au début 2024, le Gard compte 39 édifices ainsi labellisés.

## Liste
| Monument | Commune                  | Adresse                                   | Coordonnées                      | Notice     | Date | Illustration |
| --- | ------------------------ | ----------------------------------------- | -------------------------------- | ---------- | ---- | --- |
| Maison Moulin | Aigues-Mortes            | 27 rue Rouget-de-Lisle                    | 43° 33′ 55″ nord, 4° 11′ 34″ est | ACR0001093 | 2011 | Image manquante Téléverser |
| Cave coopérative vinicole | Aigues-Vives             | 695 route de la Gare                      | 43° 44′ 02″ nord, 4° 11′ 04″ est | ACR0001094 | 2013 | Image manquante Téléverser |
| Ancien Crédit agricole (actuellement Mairie PRIM') | Alès                     | 11 rue Michelet                           | 44° 07′ 29″ nord, 4° 04′ 56″ est | ACR0001095 | 2015 | Image manquante Téléverser |
| Cave coopérative vinicole | Aubais                   | Chemin de Junas                           | 43° 45′ 32″ nord, 4° 08′ 32″ est | ACR0001096 | 2013 | Image manquante Téléverser |
| Cité du Bosquet | Bagnols-sur-Cèze         | Avenue de la Mayre Allée du Romarin       | 44° 09′ 28″ nord, 4° 37′ 25″ est | ACR0001098 | 2014 | Image manquante Téléverser |
| Cité des Escanaux | Bagnols-sur-Cèze         | Avenue de la Mayre Avenue Marc-Sanier     | 44° 09′ 28″ nord, 4° 37′ 25″ est | ACR0001099 | 2014 | Image manquante Téléverser |
| Groupe scolaire Puech-Cabrier | Beaucaire                | 1 avenue Jules-Ferry Impasse Jean-Macé    | 43° 48′ 37″ nord, 4° 37′ 50″ est | ACR0001100 | 2015 | Image manquante Téléverser |
| Réservoir d'eau de l'Amarine | Bouillargues             |                                           | 43° 46′ 34″ nord, 4° 28′ 01″ est | ACR0001102 | 2015 | Image manquante Téléverser |
| Villa-atelier Paule-Pascal | Bouillargues             | Chemin des Canaux                         | 43° 49′ 02″ nord, 4° 25′ 28″ est | ACR0001101 | 2011 | Image manquante Téléverser |
| Villa Fauquier | Caissargues              | 7 avenue des Grenadiers                   | 43° 47′ 25″ nord, 4° 23′ 01″ est | ACR0001103 | 2014 | Image manquante Téléverser |
| Cave coopérative vinicole de Canaules | Canaules-et-Argentières  | Route de Durfort                          | 43° 58′ 53″ nord, 4° 02′ 39″ est | ACR0001104 | 2013 | Image manquante Téléverser |
| Compagnie rhodanienne | Castillon-du-Gard        | 19 chemin Neuf                            | 43° 57′ 20″ nord, 4° 32′ 48″ est | ACR0001105 | 2015 | Image manquante Téléverser |
| Lotissement La Garrigue | Castillon-du-Gard        | Chemin du Moulin-à-Vent                   | 43° 49′ 15″ nord, 4° 25′ 55″ est | ACR0001106 | 2015 | Image manquante Téléverser |
| Cave coopérative vinicole de Domessargues | Domessargues             |                                           | 43° 58′ 27″ nord, 4° 09′ 59″ est | ACR0001107 | 2013 | Image manquante Téléverser |
| Domaine de l'Espiguette (Sicarex – Antav) et logements | Le Grau-du-Roi           | Route de l'Espiguette                     | 43° 30′ 41″ nord, 4° 08′ 52″ est | ACR0001108 | 2015 | Image manquante Téléverser |
| Port-Camargue Capitainerie, ensemble urbain du quai d'honneur (résidences le Suffren, le Grand Pavois, les jardins du Port, le Grand Galion), marina Les Camarguaises Sud | Le Grau-du-Roi           | Port-Camargue                             | 43° 31′ 53″ nord, 4° 08′ 39″ est | ACR0001109 | 2015 | Port-CamargueCapitainerie, ensemble urbain du quai d'honneur (résidences le Suffren, le Grand Pavois, les jardins du Port, le Grand Galion), marina Les Camarguaises Sud |
| Réservoir d'eau de la Boissière | Jonquières-Saint-Vincent |                                           | 43° 50′ 37″ nord, 4° 32′ 39″ est | ACR0001561 | 2015 | Image manquante Téléverser |
| Villa Costabel | Milhaud                  | 3 rue du Moulin-à-Vent                    | 43° 47′ 38″ nord, 4° 18′ 31″ est | ACR0001111 | 2011 | Image manquante Téléverser |
| Atelier Pellier | Nîmes                    | 3 rue Adrien                              | 43° 49′ 19″ nord, 4° 19′ 04″ est | ACR0001116 | 2011 | Image manquante Téléverser |
| Immeuble de la SADA (compagnie d'assurances) | Nîmes                    | 4 rue Scatisse                            | 43° 49′ 56″ nord, 4° 21′ 52″ est | ACR0001117 | 2015 | Image manquante Téléverser |
| Immeuble Nemausus | Nîmes                    | 2 cours Nemausus 1 rue du Général-Leclerc | 43° 49′ 42″ nord, 4° 22′ 25″ est | ACR0001113 | 2008 | Image manquante Téléverser |
| Maison des compagnons | Nîmes                    | 3 chemin du Compagnon                     | 43° 49′ 20″ nord, 4° 19′ 43″ est | ACR0001114 | 2011 | Image manquante Téléverser |
| Maison Pellier | Nîmes                    | 2 bis rue Agrippa                         | 43° 50′ 22″ nord, 4° 21′ 09″ est | ACR0001115 | 2011 | Image manquante Téléverser |
| Restaurant universitaire Saint-Césaire | Nîmes                    | 380 chemin du Moulin-à-Vent               | 43° 49′ 05″ nord, 4° 19′ 41″ est | ACR0001112 | 2015 | Image manquante Téléverser |
| Villa Comte | Nîmes                    | 571 chemin de la Tuilerie                 | 43° 46′ 00″ nord, 4° 22′ 48″ est | ACR0001118 | 2011 | Image manquante Téléverser |
| Villa Serres | Nîmes                    | 571 chemin de la Tuilerie                 | 43° 46′ 00″ nord, 4° 22′ 48″ est | ACR0001119 | 2011 | Image manquante Téléverser |
| École maternelle Jules-Ferry | Pont-Saint-Esprit        | Rue Jules-Ferry                           | 44° 15′ 21″ nord, 4° 38′ 59″ est | ACR0001749 | 2023 | Image manquante Téléverser |
| Réservoir d'eau de Sallèles | Redessan                 |                                           | 43° 49′ 10″ nord, 4° 30′ 51″ est | ACR0001120 | 2015 | Image manquante Téléverser |
| Lycée agricole et centre de formation agricole | Rodilhan                 | Chemin des Canaux Avenue Yves-Cazeaux     | 43° 49′ 42″ nord, 4° 26′ 14″ est | ACR0001121 | 2015 | Image manquante Téléverser |
| Crédit agricole | Saint-Ambroix            | 36 boulevard du Portalet                  | 44° 15′ 41″ nord, 4° 11′ 57″ est | ACR0001122 | 2014 | Image manquante Téléverser |
| Cave coopérative vinicole de la Grappe cévenole | Saint-Christol-lez-Alès  | 542 avenue Campello                       | 44° 04′ 54″ nord, 4° 04′ 14″ est | ACR0001123 | 2013 | Image manquante Téléverser |
| École prototype à une classe | Saint-Dionisy            | 1 rue du Mas                              | 43° 48′ 19″ nord, 4° 13′ 52″ est | ACR0001124 | 2015 | Image manquante Téléverser |
| Réservoir d'eau de la Demoiselle | Saint-Gilles             | La Demoiselle                             | 43° 44′ 34″ nord, 4° 27′ 09″ est | ACR0001562 | 2015 | Image manquante Téléverser |
| Cave coopérative vinicole de Souvignargues | Souvignargues            | 83 route de Sommières                     | 43° 48′ 40″ nord, 4° 07′ 18″ est | ACR0001125 | 2013 | Image manquante Téléverser |
| Cave coopérative vinivole de Gallician | Vauvert                  | 128 avenue des Costières                  | 43° 38′ 46″ nord, 4° 17′ 45″ est | ACR0001126 | 2013 | Image manquante Téléverser |
| Foyer municipal de Gallician | Vauvert                  | Route des Étangs                          | 43° 38′ 25″ nord, 4° 17′ 53″ est | ACR0001127 | 2011 | Image manquante Téléverser |
| Cité scolaire André-Chamson | Le Vigan                 | 1 boulevard Pasteur                       | 43° 59′ 26″ nord, 3° 36′ 02″ est | ACR0001110 | 2015 | Image manquante Téléverser |
| Groupe scolaire Montolivet | Villeneuve-lès-Avignon   | 3-5 rue de Montolivet                     | 43° 57′ 45″ nord, 4° 47′ 43″ est | ACR0001750 | 2023 | Image manquante Téléverser |
| Résidence Les Terrasses sous les Pins | Villeneuve-lès-Avignon   | 5 boulevard Gambetta                      | 43° 32′ 45″ nord, 4° 07′ 33″ est | ACR0001129 | 2015 | Image manquante Téléverser |